# تپه فیازمان
تپه فیازمان در شهرستان نهاوند، بخش مرکزی، دهستان شعبان، ۱۰۰ متری از ضلع غربی روستای فیازمان واقع شده و این اثر در تاریخ ۲۵ آبان ۱۳۸۷ با شمارهٔ ثبت ۲۳۷۴۶ به‌عنوان یکی از آثار ملی ایران به ثبت رسیده است.